# 新安朝鲜族镇
新安朝鲜族镇（中国朝鲜语：／）是中华人民共和国黑龙江省牡丹江市海林市下辖的一个乡镇级行政单位。

## 行政区划
新安朝鲜族镇下辖以下地区：
新安社区、和平村、永乐村、再兴村、西安村、中和村、三家子村、共济村、密江村、山咀子村、东和村、新安村、复兴村、岭后村、北崴子村、北沟村、友谊村、小三家子村、海林市农委良种场和海林市农委种畜场。